# 직유
직유(直喩)는 두 가지 유사한 인상을 직접 대응시켜 비유하는 것이다. 직유법에서는 주로 '∼처럼' '∼같이' '∼듯' 등의 표현이 많이 사용된다. 직유는 손쉬운 비유이기는 하나, 너무 보편적인 보조관념에 빗대어 비유하면 진부한 느낌을 주게 되므로 참신한 비유가 될 수 있도록 노력해야 한다.

## 같이 보기
- 은유